# Энгордань (футбольный клуб)
«Энгордань» (кат. Unió Esportiva Engordany) — андоррский футбольный клуб из Эскальдес-Энгордань, выступающий в чемпионате Андорры. Домашние матчи проводит на стадионах Федерации футбола Андорры.

## История
Клуб основан в 1980 году под названием «Спортинг Эскаль Энгордань» (кат. Sporting Escales Engordany). В 2001 году клуб был переименован в «Энгордань» (кат. Unió Esportiva Engordany). В сезоне 2002/03 команда стартовала во втором дивизионе Андорры, в которой с первого раза сумела победить и со следующего сезона получила право выступать в Примере. Однако в высшем дивизионе «Энгордани» закрепиться не удалось, команда заняла 8 место и вылетела в Сегона Дивизио. 
Во втором дивизионе клуб дважды становился бронзовым и один раз серебряным призёром первенства. В сезоне 2007/08 «Энгордань» вернулся в Примеру. Команду тренировал Хоакин Сурдо. В 2009 году президентом клуба являлся Гонсало Донсион. Клуб выступал в чемпионате Андорры на протяжении следующих трёх сезонов, будучи аутсайдером чемпионата. Однако в Сегона Дивизио клуб занял 3 место и вернулся в высший дивизион в сезоне 2010/11. Команда провела в Примере ещё 2 сезона, после чего вернулась в Сегона Дивизио. В сезоне 2013/14 команда в четвёртый раз повысилась в классе и вновь начала выступать в чемпионате Андорры.

## Стадион

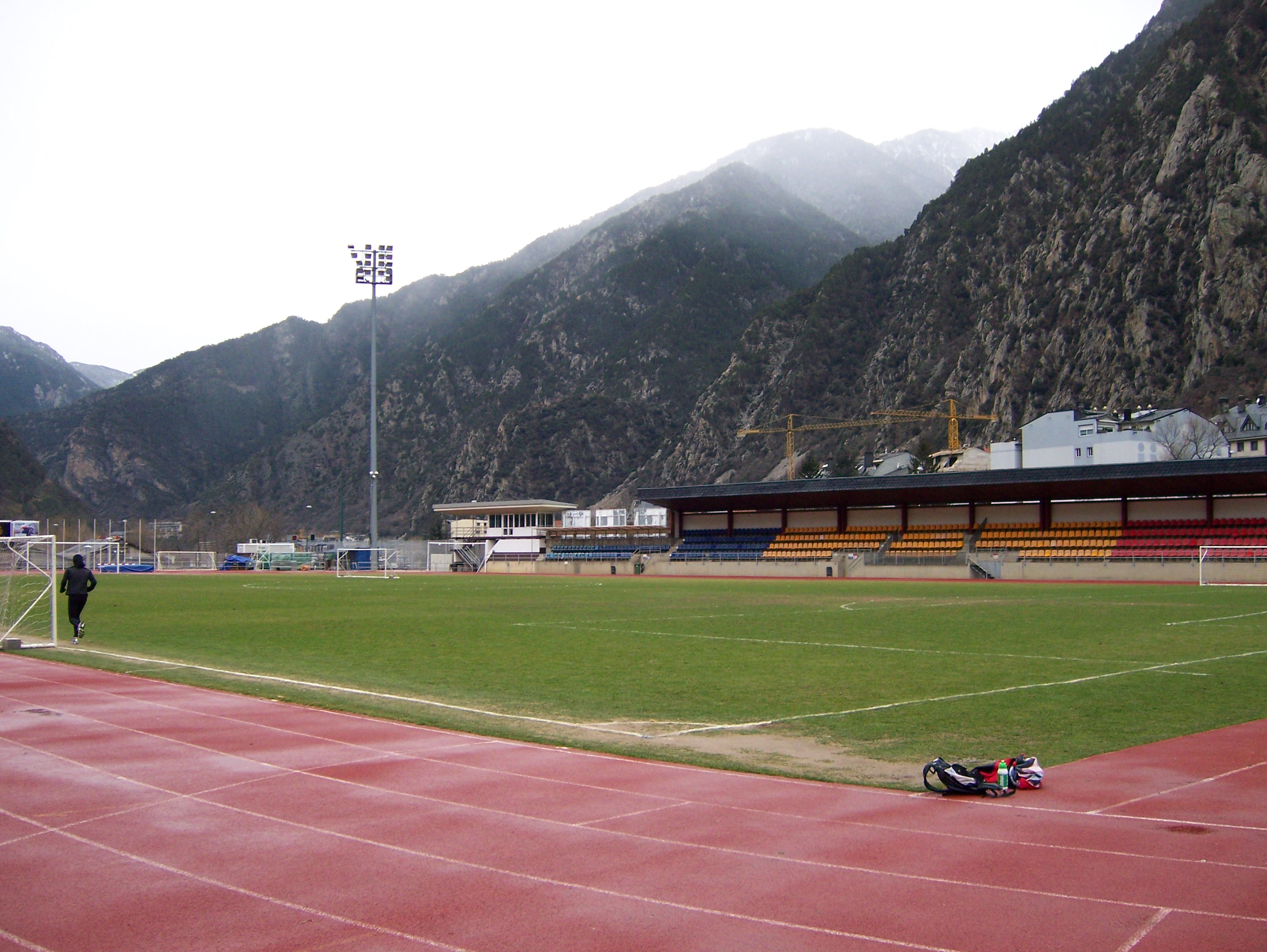
Стадион «Комуналь д’Айшовалль»

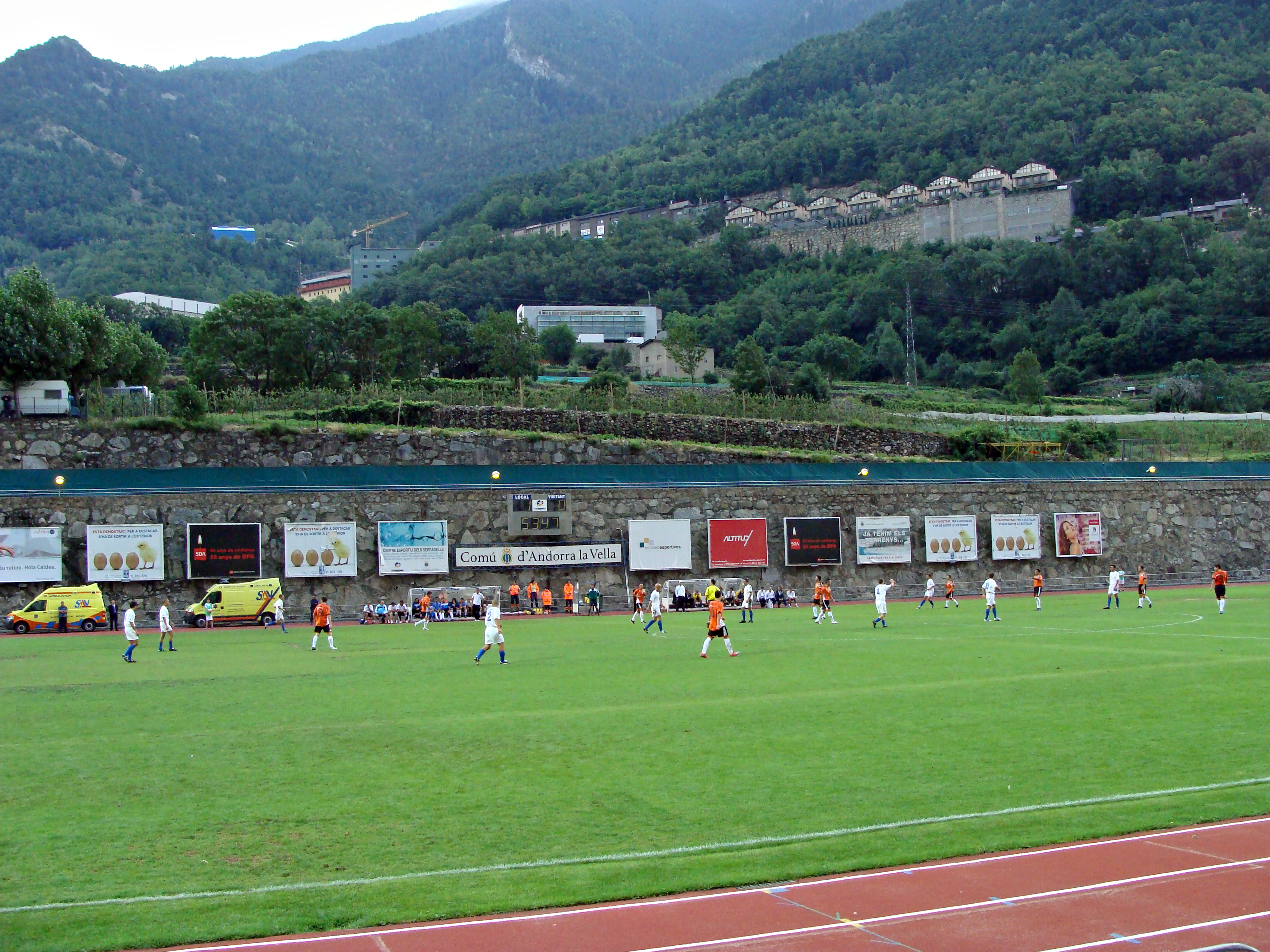
Стадион «Комуналь д'Андорра-ла-Велья»

Футбольная федерация Андорры проводит матчи Примера и Сегона Дивизио на принадлежащих ей стадионах. Также федерация распределяет стадионы и поля для тренировок для каждой команды. «Комуналь д'Андорра-ла-Велья» вмещает 1299 человек и находится в Андорра-ла-Велья, «Комуналь д’Ашоваль» расположен на юге Андорры в Сан-Жулиа-де-Лория и вмещает 899 зрителей. Иногда матчи проводятся в приграничном с Андоррой испанском городе Алас-и-Серк, на стадионе «Сентре Эспортиу д'Алас», вмещающем 1500 человек.

## Состав
Каждый клуб чемпионата Андорры может иметь не более трёх игроков из Испании с профессиональным контрактом, которые не проживают в Андорре.

## Достижения
- Победитель Сегона Дивизио (2): 2002/03, 2013/14
- Серебряный призёр Сегона Дивизио (1): 2005/06
- Бронзовый призёр Сегона Дивизио (3): 2004/05, 2006/07, 2010/11

## Главные тренеры
- Жоаким Зурдо (2007—2008)[11]
- Жозеп Луис Менгуал Прадес (2014—2017)
- Филипе Бусто (2017—2018, 2019—2020)
- Хосе Луис Прадес (2020 и.о.)
- Эмильяно Гонсалес (2020-2021)
- Бахлул Джилали (2021-н.в.)

## Статистика
| Сезон   | Дивизион        | Место в чемпионате | И  | В  | Н | П  | ГЗ | ГП | О  | Кубок Андорры | Примечание                     |
| ------- | --------------- | ------------------ | -- | -- | - | -- | -- | -- | -- | ------------- | ------------------------------ |
| 2002/03 | Сегона Дивизио  | 1                  | 18 | 12 | 4 | 2  | 57 | 25 | 40 | 1/4 финала    | Повышение                      |
| 2003/04 | Примера Дивизио | 8                  | 14 | 1  | 1 | 12 | 10 | 67 | 4  | 1/4 финала    | Понижение                      |
| 2004/05 | Сегона Дивизио  | 3                  | 18 | 10 | 3 | 5  | 40 | 28 | 33 | 1/8 финала    |                                |
| 2005/06 | Сегона Дивизио  | 2                  | 18 | 11 | 1 | 6  | 44 | 35 | 34 | 1/4 финала    | Плей-офф за место в чемпионате |
| 2006/07 | Сегона Дивизио  | 3                  | 20 | 9  | 5 | 6  | 46 | 33 | 32 | 1/8 финала    | Плей-офф за место в чемпионате |
| 2007/08 | Примера Дивизио | 7                  | 20 | 4  | 1 | 15 | 21 | 79 | 13 | 1/4 финала    | Плей-офф за место в чемпионате |
| 2008/09 | Примера Дивизио | 6                  | 20 | 7  | 0 | 13 | 39 | 88 | 21 | 1/8 финала    |                                |
| 2009/10 | Примера Дивизио | 8                  | 20 | 4  | 1 | 15 | 22 | 63 | 13 | 1/4 финала    | Понижение                      |
| 2010/11 | Сегона Дивизио  | 3                  | 23 | 14 | 2 | 7  | 58 | 35 | 44 | 1/8 финала    | Плей-офф за место в чемпионате |
| 2011/12 | Примера Дивизио | 6                  | 20 | 6  | 4 | 10 | 32 | 51 | 22 | 1/8 финала    |                                |
| 2012/13 | Примера Дивизио | 8                  | 20 | 4  | 3 | 13 | 20 | 56 | 15 | 1/4 финала    | Понижение                      |
| 2013/14 | Сегона Дивизио  | 1                  | 20 | 17 | 1 | 2  | 73 | 21 | 52 | 1/4 финала    | Повышение                      |
| 2014/15 | Примера Дивизио | 7                  | 20 | 5  | 2 | 13 | 21 | 72 | 17 | 1/8 финала    | Плей-офф за место в чемпионате |
| 2015/16 | Примера Дивизио | 5                  | 20 | 9  | 2 | 9  | 37 | 34 | 29 | Финалист      |                                |
| 2016/17 | Примера Дивизио |                    |    |    |   |    |    |    |    |               |                                |

## Выступления в еврокубках
| Сезон   | Соревнование     | Раунд | Соперник          | Дома | В гостях | Итог |
| ------- | ---------------- | ----- | ----------------- | ---- | -------- | ---- |
| 2018/19 | Лига Европы УЕФА | ПР    | Фольгоре/Фальчано | 2:1  | 1:1      | 3:2  |
| 2018/19 | Лига Европы УЕФА | 1Р    | Кайрат            | 0:3  | 1:7      | 1:10 |
| 2019/20 | Лига Европы УЕФА | ПР    | Ла Фиорита        | 2:1  | 1:0      | 3:1  |
| 2019/20 | Лига Европы УЕФА | 1Р    | Динамо Тбилиси    | 0:1  | 0:6      | 0:7  |
| 2020/21 | Лига Европы УЕФА | ПР    | Зета              | 1:3  | 1:3      | 1:3  |